# عنبران علیا
عنبران علیا روستایی مرزی در شهرستان نمین استان اردبیل بخش عنبران است.